# Oxythyrea funesta
La cetoniella (Oxythyrea funesta Poda, 1761) è un insetto della famiglia degli Scarabaeidae, sottofamiglia Cetoniinae.

## Etimologia
Il nome del genere Oxythyrea deriva dal greco oxýs (= pungente) e thyreós (=scudo), in riferimento alla presenza di peletti che rivestono il suo corpo. Invece, il nome che definisce la specie, funesta, deriva dal latino funestus (= funereo, lugubre) in riferimento alla sua colorazione nera. Seppur spesso nota anche col nome volgare di cetonia funesta, in realtà non risulta strettamente imparentata con le cetonie, appartenendo anche ad una diversa sottotribù (Leucocelina).

## Morfologia

### Adulto
Le dimensioni di Oxythyrea funesta vanno da 6 a 12 mm ed è di color nero più o meno bronzato. La forma tipica è ricoperta di pubescenza elevata nera (ben visibile di profilo), che manca nella varietà consobrina.
 
Le zampe sono relativamente lunghe e consentono all'insetto di aggrapparsi saldamente ai fiori ma in compenso non gli garantiscono una buona locomozione sui terreni lisci. Questo a causa dei tarsi, dotati di unghie robuste che sul liscio sono poco funzionali.
La maggior parte degli esemplari presenta inoltre sul lato dorsale numerose macchiette di pubescenza bianca (talvolta mancanti). In particolare il pronoto porta 6 macchie bianche tipiche della specie.

### Larva
Le larve sono della tipica forma a "C". La testa, che presenta un paio di poderose mandibole, è sclerificata, così come le zampe, per permettere all'insetto di muoversi più facilmente nel terreno. Lungo i fianchi presenta dei forellini chitinosi che costituiscono l'apparato respiratorio della larva. Come tutti i cetonini, le larve sono detritivore e si nutrono di materiale organico in decomposizione, svolgendo quindi un ruolo nella rigenerazione dei terreni. Le larve di questa specie sono di dimensioni minori rispetto a quelle delle cetonie, in quanto l'adulto che ne verrà fuori sarà di piccole dimensioni.

## Biologia

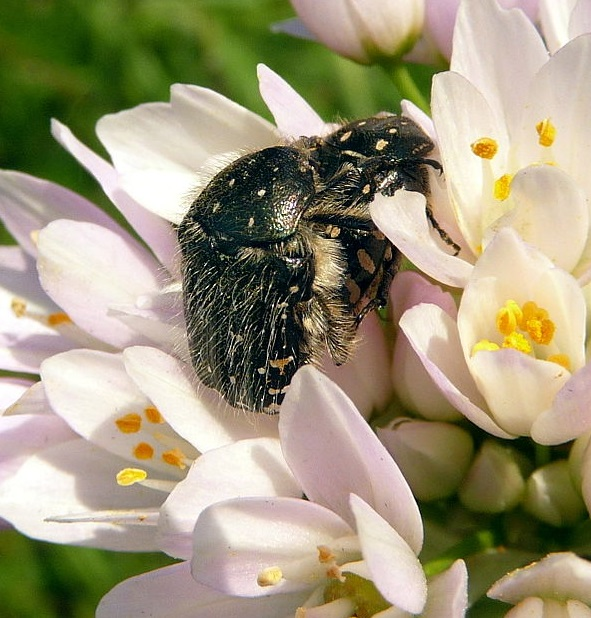
Accoppiamento di oxythyrea funesta.

Oxythyrea funesta compare sui fiori già all'inizio della primavera, stagione in cui è molto più attiva e facile da rinvenire, ma si può trovare seppur meno comunemente anche in estate (il periodo di attività è infatti compreso da marzo a settembre circa). È di abitudini prettamente diurne. Quando vola emette un ronzio simile a quello di una mosca, anche l'aspetto è simile a quello di una mosca, durante il volo. Questo coleottero è un eccellente volatore, in grado di compiere rapidi cambi di direzione mentre vola.
È un insetto fitofago che si nutre di polline e nettare ma che può anche rodere gli organi floreali, risultando in alcuni casi, seppur raramente, dannoso per l'agricoltura. Paradossalmente però ricopre un importante ruolo di impollinatore, grazie infatti alla peluria che lo riveste e che è in grado di catturare il polline da trasportare. Nello specifico, l'eventuale dannosità dell'insetto dipende dalla numerosità degli esemplari rinvenuti e dalla tipologia di fiori visitati. Infatti, i danni principali si osservano in fiori come ad esempio quelli di rose e agrumi. Invece fiori ricchi di polline facilmente accessibile (es. Gazania, Margherita, Girasole, ecc..) non subiscono alcun danno evidente. Si rinviene anche tipicamente nei fiori delle Calle, pianta di cui risulta impollinatore.
Risulta attratto prevalentemente dai fiori di colore chiaro. 

L'accoppiamento di questi insetti avviene sui fiori e dura diversi minuti.
Lo sviluppo avviene in circa 2 anni.

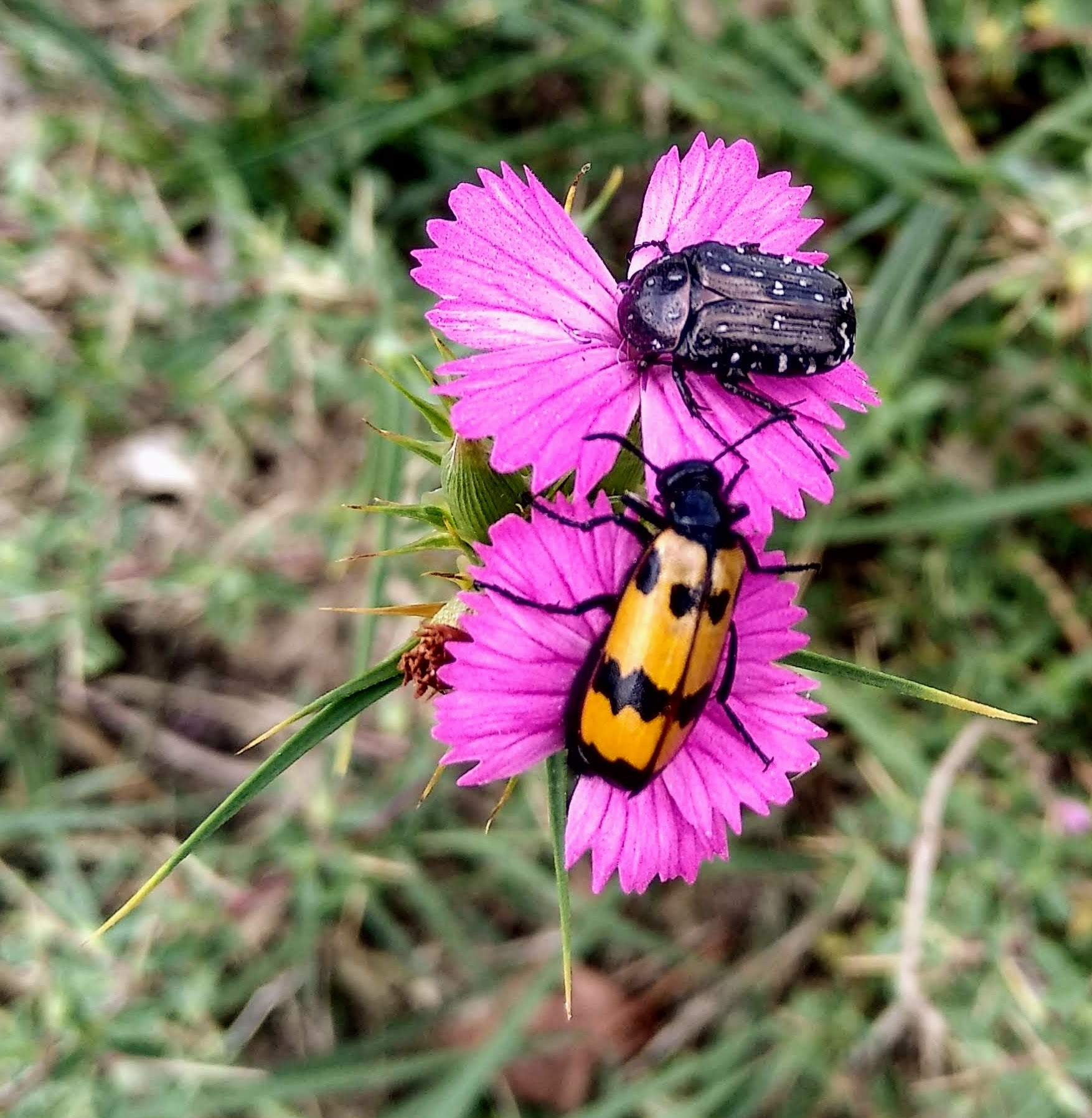
Oxythyrea funesta assieme a un esemplare di Mylabris variabilis

## Distribuzione e habitat
La specie è comune e diffusa in Europa (eccezion fatta per l'estremo nord), in nord Africa e ad est fino alla Turchia e Iran.